# Хронограф (книга)
«Хронограф», «Русский хронограф» — памятники древнерусской литературы, появлявшиеся во второй половины XV века и представляющие собой попытку систематизации исторических сведений. К данным, почерпнутым из византийских хронистов, присоединялись довольно отрывочные сведения о болгарской и сербской истории и вносились русские известия. В позднейших редакциях заметны заимствования и из польских хроник.
Хронографы отличались от летописей повествовательностью изложения (не всегда правдоподобного) и сильным уклоном в нравоучительность.

## Текстология
Как правило, выделяются три редакции «Хронографа», которые различал ещё А. Н. Попов (1841—1881):
- древнейший список Хронографа сохранился в редакции 1512 года[6]. Изначально возникновение Русского хронографа, вслед за А. А. Шахматовым, относили к 1442 году, который считал его автором Пахомия Серба; ныне считается, что Русский хронограф в своем первоначальном виде создан позднее — в конце XV — начале XVI века[7][4][8];
- вторая редакция от 1617 года; появляются новые отделы, посвящённые наиболее выдающимся событиям западноевропейской истории и взятые из латино-польской «Хроники всего света» Мартина Бельского (XVI века) и «Хроники чудес и предзнаменований» Конрада Ликостена (XVI века); русские события продолжены до начала царствования Михаила Фёдоровича[5];
- третья редакция могла быть составлена в 1620—1644 годах; общая часть оставлена без переделок, а русские события второй половины XVI века и начала XVII века значительно пополнены и переработаны с московской точки зрения — по известным сказаниям Авраамия Палицына и другим источникам[5].

До 1865 года «Хронограф» 1485 года хранился в частной коллекции московского купца, коллекционера и букиниста Дементия Васильевича Пискарёва. Вскоре после его смерти (1865), в 1868 году книга была продана с аукциона, рукопись приобрёл Румянцевский музей.
Ранний список хронографа астраханского епископа Пахомия получил название «Русский Летописец 1649 года». Он распадается на две части: 1) Летописчик вкратце от сотворения мира (доведённый до взятия Царьграда турками) и 2) Летописчик вкратце о русской земли, от которого колена российские и словянские люди, и почему именуется Россия и Словяне, и откуда влечашеся род великих князей.
В русском хронографе 1679 года при изложении августианской легенды говорится о варяжских городах в польском Поморье на Южной Балтике: «Бысть же у него некий ближний сродник именем Прус, ему же даст кесарь Август грады Лецкие по Висле, Марбурк и Турун и Хвойница, и Варяжские грады Поморские, и прославный Гданеск, и ины многие грады по реке Немон впадшую в море».

## Содержание
Хронограф содержит:
- краткий пересказ библейских событий, за которым следует очерк всеобщей истории, где наиболее подробно рассказана история Римского государства, Александра Македонского (по «Александрии» Псевдо-Каллисфена) и Византии до падения Константинополя в 1453 году;
- отрывки из истории южных славян и довольно обширный русский отдел, доведённый в некоторых редакциях до начала XVI века, иногда продолженный до XVII века.

По образцу ветхозаветных исторических книг и византийских хроник, все события в Хронографе разделены по «царствам»:
- царство Валтасара,
- царство Дария,
- царство Кира,
- царство Ксеркса,
- царство Нерона,
- царство Веспасиана,
- царство Тиберия,
- царство Льва Армянина,
- царство Василия Македонянина,
- царство Льва Премудрого,
- царство Ивана Асеня болгарского и др.

Начиная с VIII века посвящённые славянам и русским главы («великое княжение русское», «московское», «царство сербское») чередуются с вводными статьями из византийской истории («царство греческое»).
Особую группу составляют отдельные списки «особого состава». В виде прибавлений, имеющих отдалённое отношение к истории, в хронографе читаются отдельные статьи:
- «Сказание о создании великия Божия церкви святыя Софии»,
- «Сказание о взятии Царьграда от безбожного турецкого царя Амурата»,
- «Сказание Ивана Пересветова о царе турском Махмете, како хотел сожещи книги греческия»,
- «Сказание о сивиллах»,
- «Сказание о Казанском царстве»,
- «Повесть о латинах»,
- «Повесть о белом клобуке»,
- рассказы о чудовищных людях,
- «Путешествие казацких атаманов Петрова и Бурнышова в Китай»,
- «История о начале русской земли и создании Новогорода, и откуду влачашеся род словенских князей»,
- космографии разных редакций и составов и т. д.[5]

## Ранние исследования хронографов
- Н. А. Иванов. «Общее понятие о хронографах и описание некоторых списков их, хранящихся в библиотеках с.-петербургских. и московских…» (Казань, 1843),
- А. М. Лазаревский. «Записка о русском хронографе» (Известия II отд. Акд. наук. 1860. Т. VIII. 384—390; Т. IX. 115—125);
- А. Н. Попов. «Обзор хронографов русской редакции» (М., 1866. Вып. 1; 1869. Вып. 2), где впервые были сведены вместе все списки хронографов и указаны византийские источники[5].

Выводы Попова сводились к следующему: Хронограф составлен в южнославянских землях в XV веке, по оригинальным южнославским и многим переводным компиляциям, и дополнен статьями из русских летописей. Перенесённый в Россию, хронограф был отредактирован в части правописания, снабжён русскими глоссами, русский отдел был расширен. Результатом такой редакции стал так называемый «Хронограф 1512 года». Но так как в «Летописце еллинском и римском» не было русских статей и исторических повестей, то составитель первой редакции вставил их в южнославянский оригинал Хронографа, пользуясь при этом «Еллинским летописцем» второй редакции. Попов был на пути к наиболее правильному решению вопроса о происхождении Хронографа, так как во II выпуске он уже придавал большое значение не разделенному на главы (Толстовскому) списку, описанному им в I выпуске вместе с остальными.
Выводы Попова был проверены И. В. Ягичем («Ein Beitrage zur serbischen Analistik»; «Archiv für slav. Phil.», 1877. II, 1—109). Не признавая южнославского происхождения Хронографа, Ягич указывал два сербских списка, восходившие к русским, и доказывал, что составитель Хронографа не знал кратких сербских летописей.
В. М. Истрин, в диссертации «Александрия русских хронографов» (М., 1893), обнаружил в Хронографе, не разделённом на главы, и в Хронографе 1512 года разные редакции «Александрии», возводил их к сербской «Александрии», а потому предполагал южнославянское происхождение Хронографа; русские глоссы он приписывал неизвестному русскому читателю из Южной России; то же он повторял в статье «Хронографы в русской литературе» («Византийский временник». Т. V. С. 144).
Выводы Ягича подтвердил М. Н. Сперанский: «Сербские хронографы и русские первой редакции» («Русский филологический вестник», 1896) и «Деление истории русской литературы на периоды и влияние русской литературы на югославянскую» (там же); по его мнению, южнославянские хронографы сложились под влиянием русского, представляют краткий вариант редакции 1512 года и сходны со списком Чудова монастыря.
Академик А. А. Шахматов в статье «К вопросу о происхождении хронографа» (Сб. II отд. Акад. наук. СПб., 1899. Т. LXVI) объяснял сербизмы Хронографа тем, что его редактором был выходец из южнославянских земель, вероятно — сербский иеромонах Пахомий Логофет, работавший над хронографом в 1442 году, предположительно, в Троице-Сергиевом монастыре. Редакция 1512 года могла быть составлена в Пскове известным в старой литературе иноком Спасо-Елеазарова монастыря старцем Филофеем, по последней московской редакции. В другой своей статье, «Общерусские летописные своды XIV—XV вв.» (Журнал Министерства народного просвещения, 1901), Шахматов указал, что для русских событий Пахомий пользовался «Полихроном», и высказал предположение, что в Пахомиевом Хронографе возможно отразились некоторые хронографические статьи, предшествовавшие летописному рассказу в «Полихроне».
В конце XVII века появились также румынские переводы русских хронографов, описанные Ов. Денсушану, И. Биану и другими.
Козьма Аверин подарил Хронограф, повествующий о деяниях Степана Разина Московскому обществу истории и древностей Российских.

## Издания
- Попов А. Н. Изборник славянских и русских сочинений и статей, внесенных в хронографы русской редакции: (Прилож. к Обзору хронографов рус. редакции). — М., 1869.
- Хронограф : По списку б-ки кн. П. П. Вяземского (4°, № 238): [XVII в.] — Факсимил. изд. / С предисл. И. Шляпкина. — СПб.: тип. В. Балашева, 1888. — 12, 157 с. — (Издания / Общество любителей древней письменности; [Т.] LXVI, LXXXIX).
- Летописец, списанный св. Дмитрием в Украйне с готового 2-й редакции до 1617 г. … / Изд. Амфилохия, еп. Угличского. — М., 1892.
- Статьи о Смуте, извлеченные из Хронографа 1617 года, и отповедь в защиту патриарха Гермогена // Памятники древней русской письменности, относящиеся к Смутному времени. — 2-е изд. — СПб., 1909. — Стб. 1273—1322. — (Рус. ист. б-ка; Т. 13).
- Русский хронограф. — Ч. 1: Хронограф редакции 1512 г. — СПб., 1911. — (Полное собрание русских летописей. — Т. 22).
- Русский хронограф. — Ч. 2: Хронограф западно-русской редакции / под ред. С. П. Розанова. — Петроград, 1914. — 289 с. — (Полное собрание русских летописей. — Т. 22).
- Из Хронографа 1512 года / Подг. текста, пер. и коммент. О. В. Творогова // Памятники литературы Древней Руси. — [Вып. 6:] Кон. XV — пер. пол. XVI в. — М.: Худож. лит., 1984. — С. 376—415, 716—723 (коммент.).
- Из Хронографа редакции 1617 года // Памятники литературы Древней Руси. — [Вып. 8:] Кон. XVI — нач. XVII в. — М.: Худож. лит., 1987. — С. 318—357, 584—588 (коммент.).
- Русский хронограф. — Ч. 1: Хронограф ред. 1512 г.; Ч. 2: Хронограф западно-рус. ред. / Предисл. Б. М. Клосса. — [Репринт. изд.]. — М.: Языки славян. культур; Изд. А. Кошелев, 2005. — XIV, [2], 568, [4], 290 с. — (Полн. собр. рус. летописей; Т. 22).
- Из Хронографа 1512 года / Подгот. текста, пер. и коммент. O. В. Творогова // Библиотека литературы Древней Руси. — Т. 9: Кон. XV — пер. пол. XVI в. — СПб.: Наука, 2006. — С. 234—271, 528—533 (коммент.).
- Из Хронографа 1617 года / Подгот. текста, пер. и коммент. О. В. Творогова и Е. Г. Водолазкина // Библиотека литературы Древней Руси. — Т. 14: Кон. XVI в. — нач. XVII в. — СПб.: Наука, 2006. — С. 516—561, 739—743 (коммент.).